# Мур, Иоланда
Иоланда Мур (англ. Yolanda Moore; родилась 1 июля 1974 года, Порт-Гибсон, штат Миссисипи, США) — американская профессиональная баскетболистка, выступала в женской национальной баскетбольной ассоциации. На драфте ВНБА 1997 года не была выбрана ни одной из команд, однако ещё до старта дебютного сезона ВНБА подписала соглашение с клубом «Хьюстон Кометс». Играла на позиции атакующего защитника. После окончания спортивной карьеры вошла в тренерский штаб школьной команды «Де-Сото Централ Джагуарз». В последнее время работала главным тренером студенческой команды «Саутистерн Луизиана Леди Лайонс».

## Ранние годы
Иоланда Мур родилась 1 июля 1974 года в небольшом городке Порт-Гибсон (штат Миссисипи), а училась она там же в одноимённой средней школе, в которой выступала за местную баскетбольную команду.